# جوزف ان‌دو
جوزف ان‌دو (انگلیسی: Joseph N'Do؛ زادهٔ ۲۸ آوریل ۱۹۷۶) یک بازیکن فوتبال اهل کامرون است.
از باشگاه‌هایی که در آن بازی کرده‌است می‌توان به استراسبورگ و اسلیگو راورز اشاره کرد.
وی همچنین در تیم ملی فوتبال کامرون بازی کرده و در دو جام جهانی ۱۹۹۸ و ۲۰۰۲ به میدان رفته است.